# Apologètica
L'apologètica en teologia i literatura consisteix en la defensa sistemàtica d'una posició o punt de vista. La paraula apologètica prové del grec apologia (απολογία), que designa la posició de defensa militar contra un atac.
Avui en dia, els principals usos del terme «apologia» fan referència o bé a l'apologia religiosa o bé als delictes d'apologia del crim, apologia del terrorisme, apologia de l'Holocaust o similars. Ara bé, com a gènere literari o pràctica retòrica pot posar-se a l'ús de la defensa de diversos temes, com ara la llengua catalana exemplificat per la Gramàtica i apologia de la llengua catalana de Josep Pau Ballot i Torres. En llengua anglesa és possible usar el terme «apology» amb doble connotació d'apologia i manera de buscar disculpes per fets passats. El primer a utilitzar el terme amb aquesta doble connotació fou John Henry Newman, qui intitulà la seva autobiografia espiritualista Apologia Pro Vita Sua el 1864.
Els orígens de l'apologia es remunten al passat clàssic. Les primeres referències poden ser trobades a l'Apologia de Sòcrates (en la qual Plató pren la defensa de Sòcrates durant el seu procés), però també algunes obres d'apologistes de començaments de la cristiandat com les dues Apologies del Màrtir Sant Justí, dirigides a l'emperador Marc Aureli.

## L'apologia religiosa
Un dels principals usos de l'apologia com a gènere ha estat i és la defensa d'una religió, especialment la religió cristiana.

### Fe bahà'í
S'han escrit diversos llibres apologètics en defensa de la història o magisteri de la Fe bahà'í. Els fundadors de la religió van escriure diversos llibres proposant proves de la veritat de la seva religió; entre ells figuren les Set Proves de Báb i el Kitab-i-Íqàn de Bahá'u'llah. Autors més tardans també van escriure textos apologètics com ara la Prova Brillant de Mírzà Abu'l-Fad'l i Endreçant els Torts d'Udo Schaefer i altres.

### Budisme
Un dels primers textos apologètics budistes és Les Preguntes del Rei Milinda que tracta amb temes de la metafísica budista com ara la naturalesa negativa de l'individu i característiques com ara la saviesa, la voluntat, el sentiment, la consciència i l'ànima. Durant l'era Meiji (1868-1912), trobades entre budistes i cristians al Japó, resultat del contacte més gran entre el Japó i altres nacions, portaren a la formació del Nou Budisme Japonès, incloent la revista apologètica Shin Bukkyō (新仏教). En temps més recents, A. L. De Silva, un convers australià al budisme, ha escrit el llibre Beyond Belief proveint respostes apologètiques budistes i una crítica de la doctrina fonamentalista cristiana. Gunapala Dharmasiri va escriure una crítica apologètica del concepte cristià de Déu a través de la perspectiva budista theravada.

### Cristianisme

L'escut de la trinitat, un diagrama utilitzat freqüentment per apologistes cristians per explicar la Trinitat.

L'apologia cristiana combina la teologia cristiana, la teologia natural, i la filosofia en un intent de presentar una base racional per la fe cristiana, per defensar la fe contra objeccions i males interpretacions, i per mostrar que la doctrina cristiana és l'única que és sense error i consistent amb tot el coneixement fonamental.
L'apologètica cristiana ha pres diverses formes durant els segles. A l'Imperi Romà, els cristians eren fortament perseguits, i moltes acusacions foren fetes contra ells. Tàcit menciona que Neró acusà els cristians de provocar l'incendi de Roma, i també foren acusats de canibalisme (a través d'interpretar literalment el miracle de l'eucaristia) i d'incest (ja que es referien entre ells com a «germans» i «germanes»). Exemples d'apologètica d'aquest període, com ara el discurs de l'apòstol Pau als atenesos a l'Areòpag, o els texts de Justí el Màrtir i Ireneu, busquen defensar el cristianisme contra aquestes acusacions emprades per justificar persecucions.
Apologistes posteriors s'han focalitzat més en proveir raons per acceptar diferents aspectes de la creença cristiana. Els apologistes cristians de moltes tradicions, en comú amb apologistes jueus, musulmans i altres, defensen l'existència d'un Déu únic i personal. La teodicea és un aspecte important d'aquests arguments i els arguments d'Alvin Plantinga han estat molt influents en aquest aspecte. En llengua catalana destaca l'obra de l'Escola Apologètica Catalana dedicada a defensar i actualitzar el catolicisme.

### Hinduisme
L'apologètica hindú començà a desenvolupar-se durant el període colonial britànic. Certs intel·lectuals indis eren crítics de la tendència britànica a devaluar la tradició religiosa hindú. Com a resultat aquests intel·lectuals indis, així com uns quants indòlegs britànics, començaren a analitzar analíticament les arrels d'aquesta religió.
A començaments del segle xviii el missioner cristià Bartholomäus Ziegenbalg participà en diàlegs amb diversos sacerdots hindús «malabarians» de parla tàmil. Aquests diàlegs amb apologistes hindús foren posats per escrit.
Entre 1830 i 1831 el missioner John Wilson participà en debats amb apologistes hindús a Bombay. El pandit hindú Morobhatt Dandekar resumí els seus arguments en el debat amb Wilson en el Shri-Hindu-dharma-sthapana. Narayana Rao, un altre apologista hindú, també escrigué el Svadesha-dharma-abhimani en resposta a Wilson.
A mitjan segle XIX, el Matapariksa de John Muir provocà que diversos apologistes hindús compongueren obres en resposta. Aquestes inclouen el  Mata-parīkṣā-śikṣā(1839) de Somanatha, el Mataparīkṣottara (1840) de Harachandra Tarkapanchanan i el Śāstra-tattva-vinirṇaya (1844-1845) de Nilakantha Gore.

### Islam
En l'Islam el Ilm al-Kalām o «ciència del discurs», també conegut com a «teologia escolàstica islàmica» és una empresa islàmica provinent de la necessitat d'establir i defensar les premisses de la fe islàmica contra detractors. Un practicant del kalam és conegut com a mutakallim i considerat diferent d'un filòsof, jurista o científic.

### Judaisme
La literatura apologètica jueva es pot considerar que arriba fins a les obres d'Aristobul d'Alexandria al segle ii aC, encara que alguns han considerat les obres de Demetri el Cronògraf (segle iii aC) com a apologia jueva. Formen part d'aquesta tradició el Contra Apió de Flavi Josep i algunes obres de Filó d'Alexandria.
Actualment, en resposta a certa tendència de certes esglésies fonamentalistes cristianes a apropiar-se de símbols jueus, s'han creat diverses organitzacions dedicades a l'apologia per tal de distingir el judaisme del fonamentalisme cristià.

### Religió nativa americana
En cap Red Jacket de la tribu Seneca donà un discurs apologètic (Red Jacket on Religion for the White Man and the Red) defensant la religió nativa americana.

## L'apologia del crim
Actualment, el terme fa referència al mètode d'estudi emprat en alguns casos particulars, per grups o individus que promouen causes sistemàticament, justificant ortodòxies, o negant a conveniència alguns actes i fins i tot crims. La "lògica" apologètica es basa en l'"emblanquiment" de les causes que dona suport, principalment a través de l'omissió dels fets negatius (percepció selectiva) i l'exageració dels arguments i fets positius; ambdues tècniques comunes en la retòrica clàssica.
En l'ordenament jurídic espanyol està tipificat el delicte d'apologia del crim, consistent en exaltar i promoure la comissió d'un crim o el responsable del crim. Aquest delicte també existeix en altres ordenaments jurídics com ara l'argentí, equatorià, britànic, o francès.
També existeixen altres delictes relacionats amb l'apologia de crims específics, com l'apologia del terrorisme que es considera un delicte separat (excepte entre el període entre la reforma del Codi Penal de 1995 i la seva modificació mitjançant la llei orgànica 7/2000), o l'apologia del genocidi. També el 2020 el govern espanyol considerà la tipificació del delicte d'apologia del franquisme, encara que es va acabar desestimant.